# Уэбстер (округ, Миссисипи)
Округ Уэбстер (англ. Webster County) — округ штата Миссисипи, США. Население округа на 2000 год составляло 10 294 человека. Административный центр округа — город Уолтолл.

## История
Округ Уэбстер основан в 1874 году.

## География
Округ занимает площадь 1095,6 км2.

## Демография
Согласно переписи населения 2000 года, в округе Уэбстер проживало 10 294 человека (данные Бюро переписи населения США). Плотность населения составляла 9,4 человек на квадратный километр.